# Graphidipus pilifera
Graphidipus pilifera är en fjärilsart som beskrevs av Paul Dognin 1912. Graphidipus pilifera ingår i släktet Graphidipus och familjen mätare. Inga underarter finns listade i Catalogue of Life.